# 泰坦 (暴雪游戏)
《泰坦》，是暴雪娱乐研发的一个已被取消的大型多人在线游戏。2007，暴雪娱乐透露信息称该游戏是全新的游戏，而不是基于暴雪三个系列（即魔兽争霸系列、星际争霸系列、暗黑破坏神系列）的游戏。2013年，暴雪决定将项目向不同的方向发展。2014年九月，该游戏已经被取消。

## 发展
2007年，暴雪娱乐的官方论坛有网友从暴雪娱乐公布的工作列表中的人物和环境艺术家为“下一代MMO”工作推测，有游戏正在开发，并且是“最高机密”。论坛的一名代表证实该帖子中所说的游戏是一个未经公布的游戏，而不是魔兽世界的扩充。2008年，动视暴雪首席执行官Bobby Kotick，暴雪COO保罗·萨姆斯，暴雪CEO迈克尔·莫怀米都证实这是一个新游戏。2010年11月，一个名为泰坦的项目在未经暴雪娱乐同意的情况下被公布出来，该项目泄露后暴雪中国的总经理离开公司。
2010年，在Spike Video Game Awards上，暴雪娱乐创始人弗兰克·皮尔斯摹告诉游戏博客Destructoid称工作室已经开始讨论该游戏。2011年D.I.C.E.峰会上，莫懷米提到这款游戏。他称暴雪娱乐已经交由经验最为丰富的MMO项目开发人员来开发这款游戏。他称他们已从《魔兽世界》中得到经验教训，他强调玩家玩游戏的意义在于他们认识的人并非陌生人。莫懷米相信魔兽世界和泰坦能在市场上共存。他也曾在2008年发表类似的声明，他告诉《连线》杂志称该游戏与众不同,不会与其他游戏产生竞争。
2011年3月，萨姆斯在接受Gamasutra的接受采访时称该游戏有可玩性，并有一个长远计划，这游戏在十年，十五年，二十年后“仍会强劲增长”，并且是“行业的新标志”，2012年9月，超过100人的团队仍然关注该游戏的概念，团队的游戏设计罗布·帕尔称该游戏仍在发展中，并指出“该游戏仍然有很长的路要走。”
2013年5月28日，据报道，开发的项目已经重新启动，团队中的百分之七十的成员去到了暴雪的其他项目，并推迟了发布日期。暴雪发言人Shon Damron证实剩余的核心成员将新技术应用到游戏上。
2013年8月，暴雪总裁迈克莫怀米称，该游戏在一个新方向重新发展。他说，该游戏“不太可能是一个订阅收费制的MMORPG”，并没有正式宣布或预计的发布日期。尽管'泰坦'被重新评估，团队成员也到其他暴雪项目（包括魔兽世界和风暴英雄）。莫怀米指出，暴雪在该游戏的研发过程中经历了与以往游戏有所不同的开发过程。
2014年9月23日，莫怀米在接受多边形网站的记者采访时透露泰坦已被取消。
不久后，在取消公告中，Kotaku描述该游戏是一个大型多人PC游戏，在游戏中玩家在科幻地球上保持非战斗状态，也可以进行死亡比赛。根据匿名员工发表的文章称，该游戏位于离现在不久的未来地球，玩家在白天进行平凡的工作，在晚上与敌人战斗。2014年11月7日，暴雪公布《守望先锋》，克里斯梅森称守望先锋运用了泰坦的游戏元素，但泰坦与守望先锋互不相关。